# کریس لانگ (کارگردان)

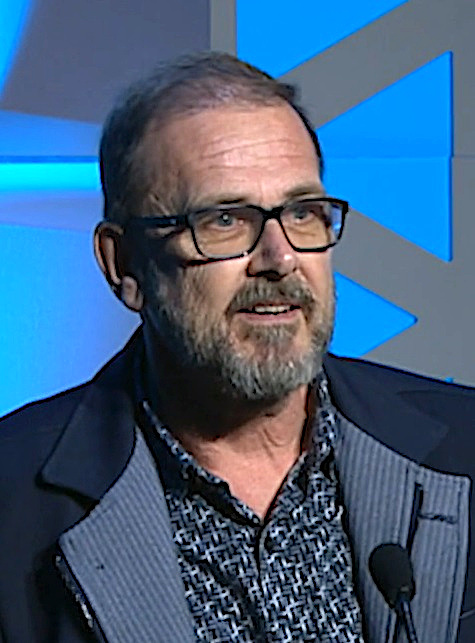
کریس لانگ 2019

کریس لانگ (به انگلیسی: Chris long) یک کارگردان و تهیه‌کننده بریتانیایی است. طی ۲۰ سال گذشته، بدوت توقف در تمام شبکه‌های بزرگ کار کرده و به عنوان یکی از بهترین کارگردان ها/ تهیه‌کننده‌ها در هالیوود شهرت خوبی کسب کرد. استعداد کریس در تقاضا خیلی زیاد است و او به عنوان نیروی خلاق پشت موفق‌ترین برنامه‌ها شناخته می‌شود. بعد از ینکه در سال ۱۹۹۰ از بریتانیا به ایالات متحده آمریکا نقل مکان کرد، مسیر شغلی ممتاز خود را شروع کرد و به عنوان کارگردان و تهیه‌کننده در تعدادی از برترین سریال‌های جهانی و در صدر آن‌ها سریال ذهن گرا شرکت کرد. این سریال افتخارات زیادی کسب کرد؛ از جمله نامزدی جایزه امی و در سال ۲۰۱۳ دریافت جایزه بااعتبار تلویزیونی مونته کارلو برای پربیینده‌ترین سریال درام در جهان با ۵۸٫۱ میلیون ببینده برای هر قسمت. کریس ۲۵ قسمت از سریال ذهن گرا را کارگردانی کرد. در مسیر شغلی دراز مدت او، او بیش از ۱۰۰ ساعت کمدی و درام را کارگردانی کرد و بیش از هزار ساعت تهیه‌کنندگی تلویزیون را در سراسر جهان به عهده داشت. کریس جزء مدیران شرکت فیلمسازی اسکیلی است؛ کمانی تهیه‌کنندگی که در ساخت محتوا و برنامه برای تلویزیون، انیمیشن و اسناد همکاری می‌کند.